# ハーフェズィー・スタジアム

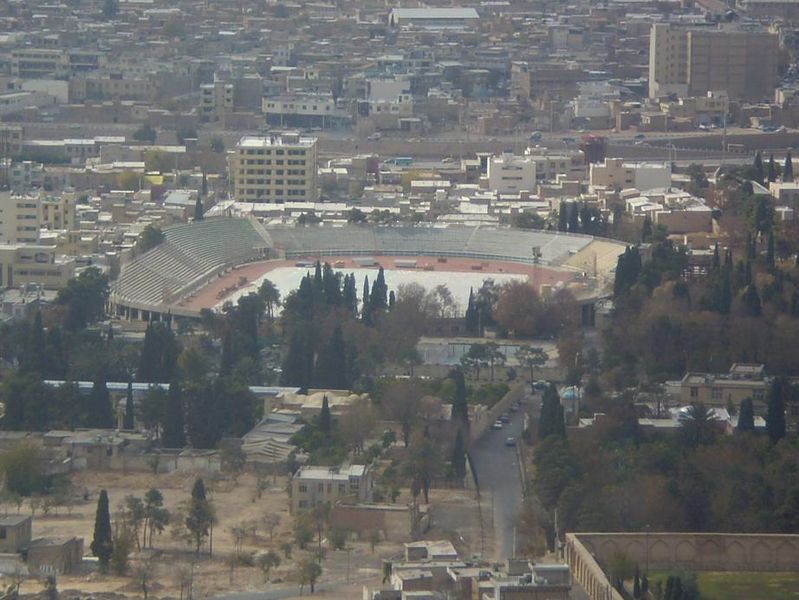
スタジアムの様子

ハーフェズィー・スタジアム(ペルシア語: ورزشگاه حافظیه、英: Hafezieh Stadium、エザーフェ（接尾辞）を追加してハーフェズィーエ・スタジアムと表記されることもある)は、イラン南部の都市シーラーズにある多目的スタジアムである。

## 概要
スタジアム名はシーラーズ出身の詩人ハーフェズより採られている。
1946年に設立された。収容人数は20,000人。主にサッカーの試合に用いられ、イランサッカーリーグに所属するファジュル・セパーシーFCがホームスタジアムとして使用している。かつては同じシーラーズを本拠地とするバルグ・シーラーズFCが本拠地として利用していた。

## 交通アクセス
シーラーズ国際空港よりタクシーで約10～15分。